# Semorina
Semorina Simon, 1901 è un genere di ragni appartenente alla famiglia Salticidae.

## Distribuzione
Delle cinque specie oggi note di questo genere 4 sono endemiche del Venezuela e 1 dell'Argentina.

## Tassonomia
A maggio 2010, si compone di cinque specie:
- Semorina brachychelyne Crane, 1949 — Venezuela
- Semorina iris Simon, 1901 — Venezuela
- Semorina lineata Mello-Leitão, 1945 — Argentina
- Semorina megachelyne Crane, 1949 — Venezuela
- Semorina seminuda Simon, 1901[2] — Venezuela